# Davide Bariti
Davide Bariti (La Spezia, 7 juli 1991) is een Italiaans voetballer die bij voorkeur als rechtsbuiten speelt. Hij tekende in november 2014 bij Lupa Roma, nadat hij in de voorgaande vier maanden geen club had.

## Clubcarrière
Bariti komt uit de jeugdopleiding van Carrarese, waarvoor hij in 2009 debuteerde. Op 31 augustus 2009 verhuisde hij naar US Triestina. Het daaropvolgende seizoen speelde hij voor Vicenza Calcio. Op 22 juni 2012 kocht SSC Napoli Bariti over. Napoli leende Bariti tijdens het seizoen 2012/13 uit aan US Avellino. Hij werd dat seizoen kampioen met de club in de Lega Pro Prima Divisione, het derde niveau in Italië.